# فرانك موس
فرانك موس (بالإنجليزية: Frank Moss)‏ هو كاتب ومحامي أمريكي، ولد في 16 مارس 1860 في كولد سبرينغ في الولايات المتحدة، وتوفي في 5 يونيو 1920 في مانهاتن في الولايات المتحدة.